# Briec
Briec (formerly Briec-de-l'Odet), (Breton:  Brieg ) là một xã của tỉnh Finistère, thuộc vùng Bretagne, miền tây bắc Pháp.

## Dân số
Người dân ở Briec được gọi là Briecois.